# Brachycaulos
Brachycaulos, monotipski biljni rod neizvjesnog taksonomskog položaja, opisan kao Rosaceae. Po drugim izvorima pripada u porodicu  Saxifragaceae, i smješten je u tribus Saxifrageae zajedno s rodom Saxifraga,. Jedina vrsta je B. simplicifolius, endem iz Sikkima.

## Opis
Opisan je u Bulletin du Muséum National d'Histoire Naturelle, Section B, Adansonia. sér. 4, Botanique Phytochimie 3(1): 58. 1981. (30 Jul 1981)